# Hřbitov Trinité
Hřbitov Trinité (francouzsky Cimetière de la Trinité) byl hřbitov v Paříži. Nacházel se v ulici Rue Saint-Denis ve 2. obvodu. Hřbitov sloužil od středověku až do roku 1678, kdy byl zrušen.

## Poloha
Hřbitov se rozkládal v prostoru domů č. 164–176 na Rue Saint-Denis za špitálem Trinité. Měl  čtvercový půdorys vymezený dnešními ulicemi Rue Saint-Denis, Rue Greneta, Boulevard de Sébastopol a Rue Guérin-Boisseau.

## Historie
V roce 1224 Hôpital de la Trinité koupil bývalý sádrový lom přeměnil ho na hřbitov. Během epidemie zvané Černá smrt v roce 1348 nedostačoval kapacitně hřbitov Neviňátek pro mrtvé zejména z Hôtel-Dieu. Město Paříž poté zakoupilo hřbitov a část nemocničního prostoru. Poté byly vykopány velké jámy, z nichž každá mohla pojmout až 600 mrtvol. Na konci května 1418 během občanské války mezi Armaňaky a Burgunďany Paříž ovládl Jean de Villiers de L'Isle-Adam, kapitán jednotky burgundského vévody. 12. června byli Armaňaci zmasakrováni obyvatelstvem a hřbitov byl opět výrazně využit. Stejně tak při morových epidemiích v letech 1428 a 1466.
V roce 1554 král Jindřich II. nařídil nemocnici Hôtel-Dieu, aby zde přestal pochovávat své mrtvé a využíval hřbitov založený na ostrově Maquerelle. Hôtel-Dieu zde však pohřbíval i nadále.
Po ediktu z Amboise z roku 1563 a ediktu z Beaulieu z roku 1576 bylo protestantům přiznáno právo na pohřeb na tomto hřbitově. Byla jim přidělena severní část, poblíž dnešní Pasáže Basfour.
V roce 1672 Hôtel-Dieu koupil pozemek na předměstí Saint-Marcel, na kterém vznikl hřbitov Clamart. V důsledku toho se hřbitov svaté Trojice již nepoužíval, s výjimkou části vyhrazené protestantům. V roce 1678 byl hřbitov zcela opuštěn.
V roce 1843 bylo území důkladně překopáno a kosti byly převezeny do katakomb. Vzniklo zde náměstí, které bylo zrušeno při výstavbě ulic Boulevard de Sébastopol a Rue de Palestro v letech v roce 1857–1859.
V lednu 2015 bylo při práci ve sklepení budovy Monoprix Réaumur-Sébastopol objeveno osm hromadných hrobů, které obsahovaly celkem více než 200 koster z bývalého hřbitova.